# Labour
Pour les articles homonymes, voir Labour (homonymie).
 (septembre 2012).
Si vous disposez d'ouvrages ou d'articles de référence ou si vous connaissez des sites web de qualité traitant du thème abordé ici, merci de compléter l'article en donnant les références utiles à sa vérifiabilité et en les liant à la section « Notes et références ».

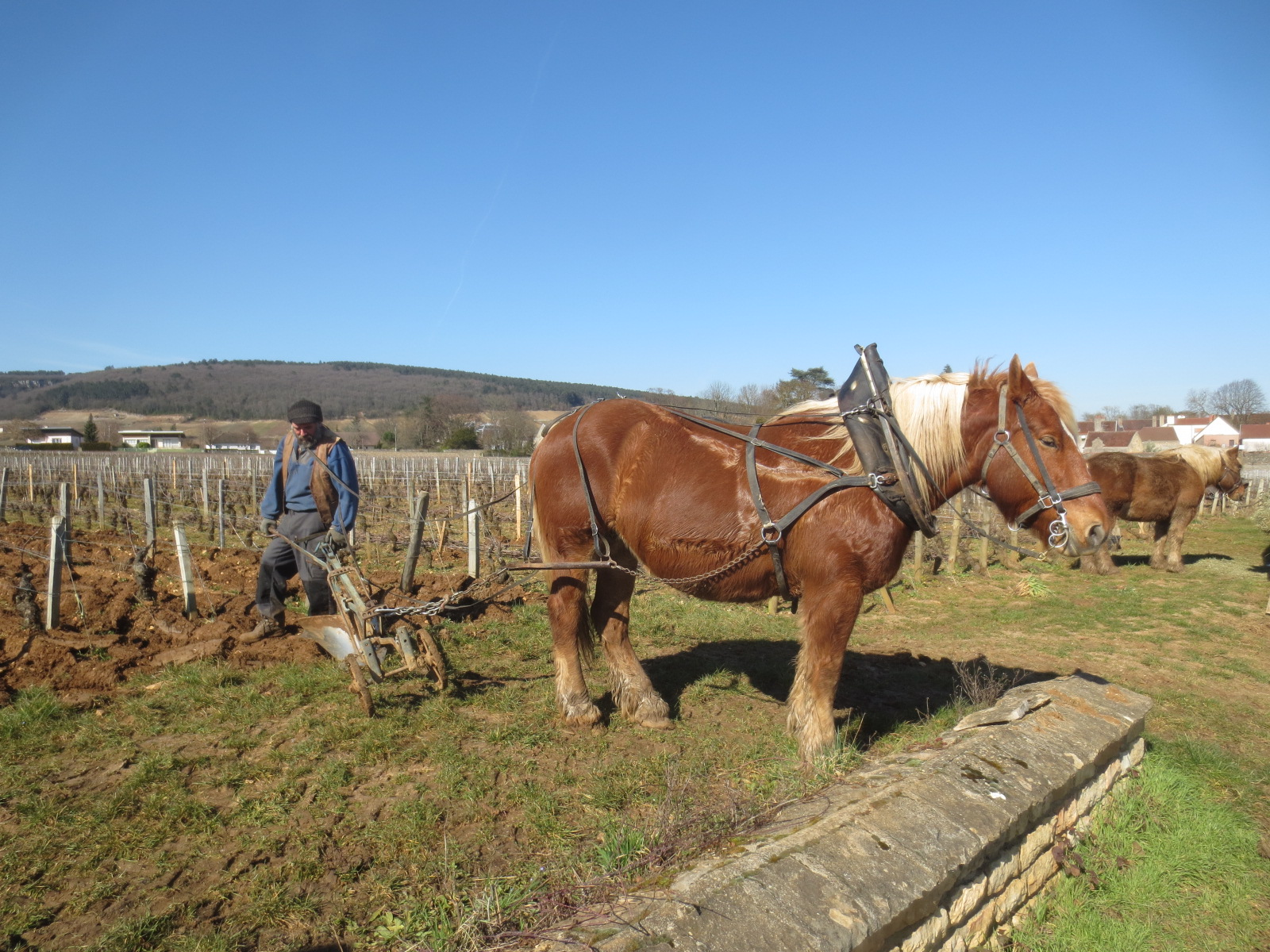
Labour traditionnel avec un cheval de trait comtois, des prestigieux Mazis-chambertin sur la route des Grands Crus du vignoble de Bourgogne.

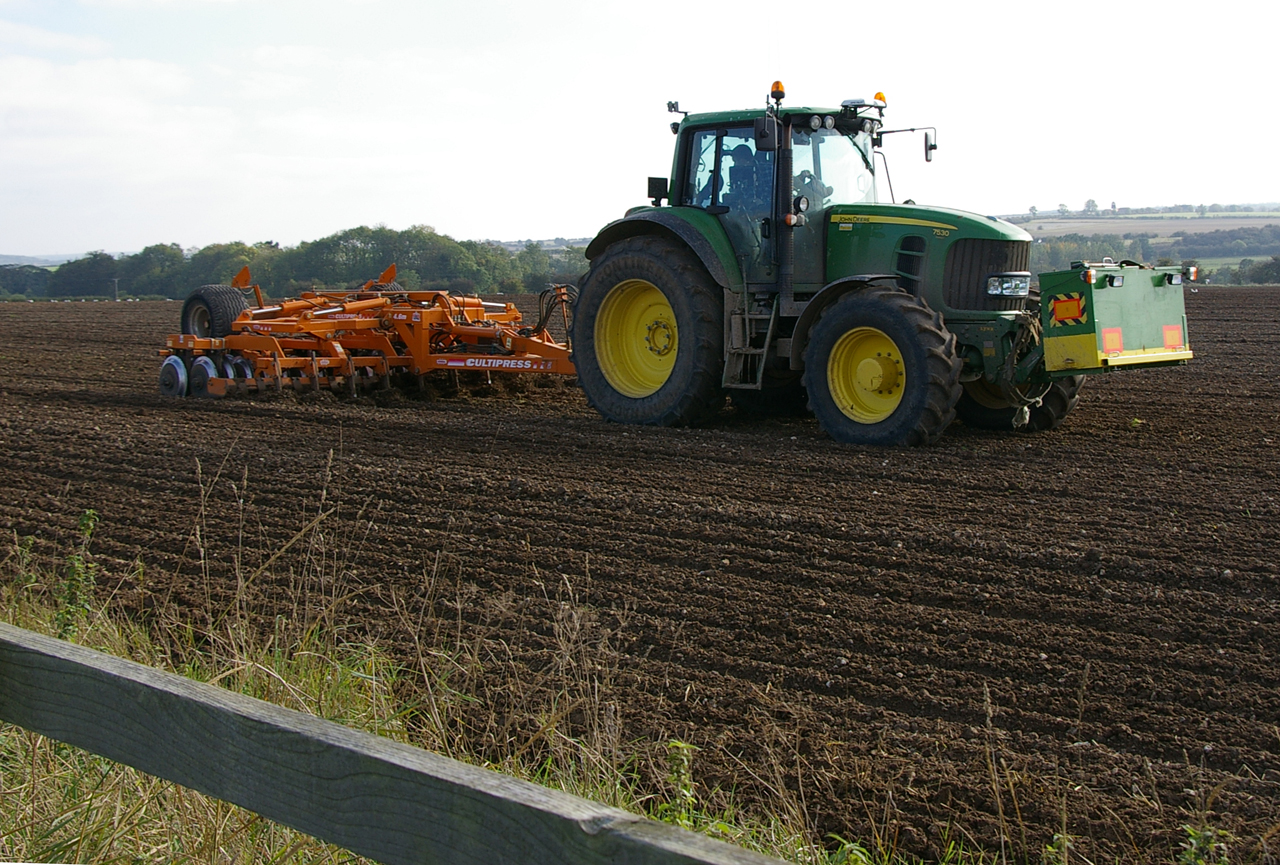
Pseudo-labour avec tracteur agricole et déchaumeur Cultipress, 2010.

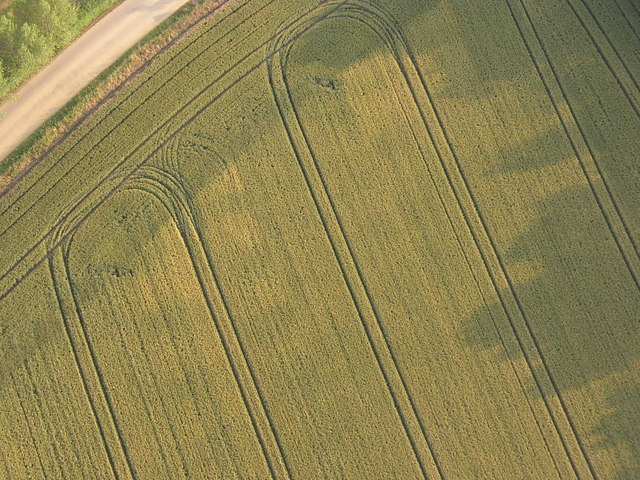
Vue aérienne d'une parcelle et de sa tournière.

En agriculture et agronomie, le labour (ou labourage) est une technique (ou façon culturale) de travail du sol, ou plus précisément de la couche de terre arable d'un champ cultivé. Généralement effectué avec une charrue, il consiste à ouvrir la terre à une certaine profondeur, à la retourner, avant de l'ensemencer ou de la planter. Le labour est généralement évité en agriculture de conservation.
Par extension, le terme « labour » désigne le champ labouré (par opposition à la partie non labourée, le « guéret »). Il est dérivé du verbe « labourer », du latin, laborare, travailler. C'est un doublet indirect de « labeur ».
De nos jours, les agriculteurs labourent avec des charrues en métal tractées par un tracteur ou portées par l'intermédiaire de l'attelage trois-points. Les plus populaires sont réversibles car elles prennent moins de temps et elles compactent moins le sol.
Depuis peu, on expérimente un labour très profond sur lequel les arbres semblent particulièrement bien pousser, avec aussi quelques expériences agricoles (culture sur sol inversé en rizière par exemple).
Malgré ses nombreux avantages sur la productivité à court terme, le labour présente de graves impacts sur l'environnement à long terme.

## Histoire du labour
Des  traces de labour, datées entre -5100 et -4700 ans avant notre ère, ont été mises en évidence en Europe.  Si, pour les périodes néolithiques, le matériel de broyage, les lames en silex portant le « lustré des moissons » ainsi que la présence de céréales cultivées témoignent de la pratique de l'agriculture et probablement de l'utilisation de la technique de labour, les premières représentations en relation directe avec cette technique apparaissent à l'âge du bronze (gravures du mont Bégo et du Valcamonica). 
Les archéologues peuvent voir dans les tombeaux de la vallée des Rois et de la vallée des nobles des tableaux de labour, de semailles, de moisson.
Les textes de Pline l’ancien mettent en évidence le labour avec retournement du sol. L’apparition en Gaule dès le IIe siècle de socs particuliers permettant au coutre de labourer à droite et à gauche et ainsi de retourner le sol, est établie. 
Au Moyen Âge central, la charrue est connue dans l'Europe occidentale du IXe siècle mais elle y est très rare, l'outil principal étant l'araire, voire encore la houe. La productivité augmente sensiblement à partir du XIe siècle qui voit développement de la charrue lourde à versoir.
En 1849, le tableau de Rosa Bonheur décrit le premier labour, appelé sombrage, que l'on effectue au début de l'automne et qui ouvre la terre afin de l'aérer pendant l'hiver. Deux attelages de bœufs tirent de lourdes charrues et retournent un champ dont on aperçoit les sillons déjà éventrés. L'attelage est composé de bœufs du Charolais-Nivernais.

Labourage dans l'histoire
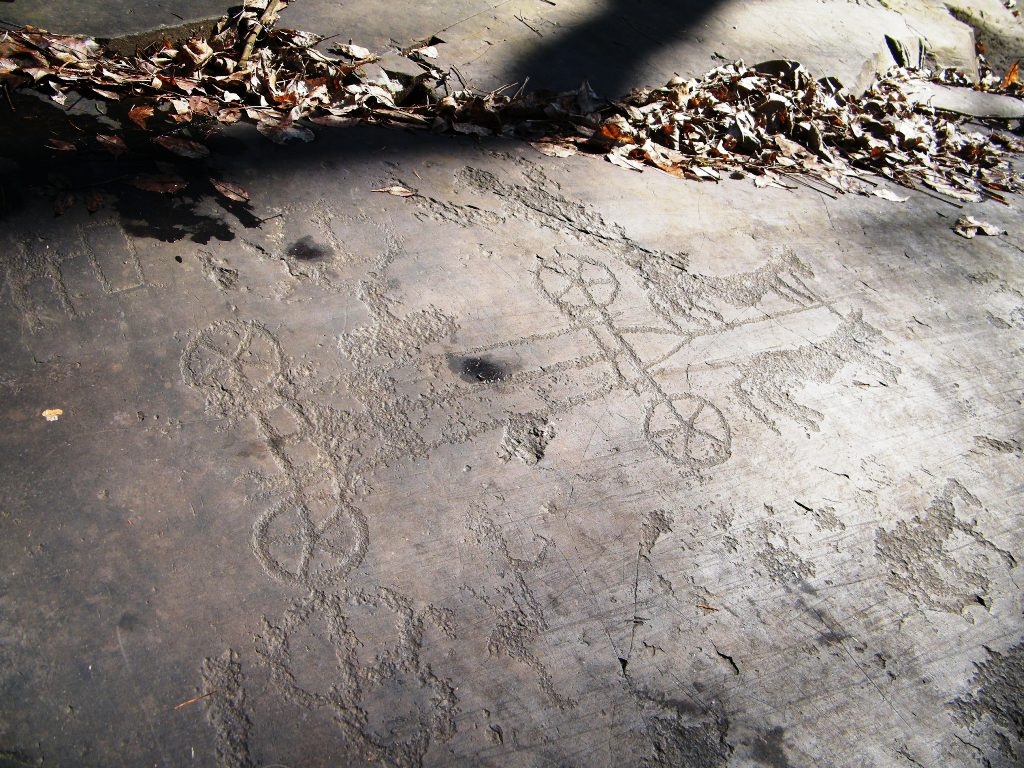
Gravure rupestre du Valcamonica qui peut être interprétée comme une scène de labour comportant deux bovins attelés à un araire
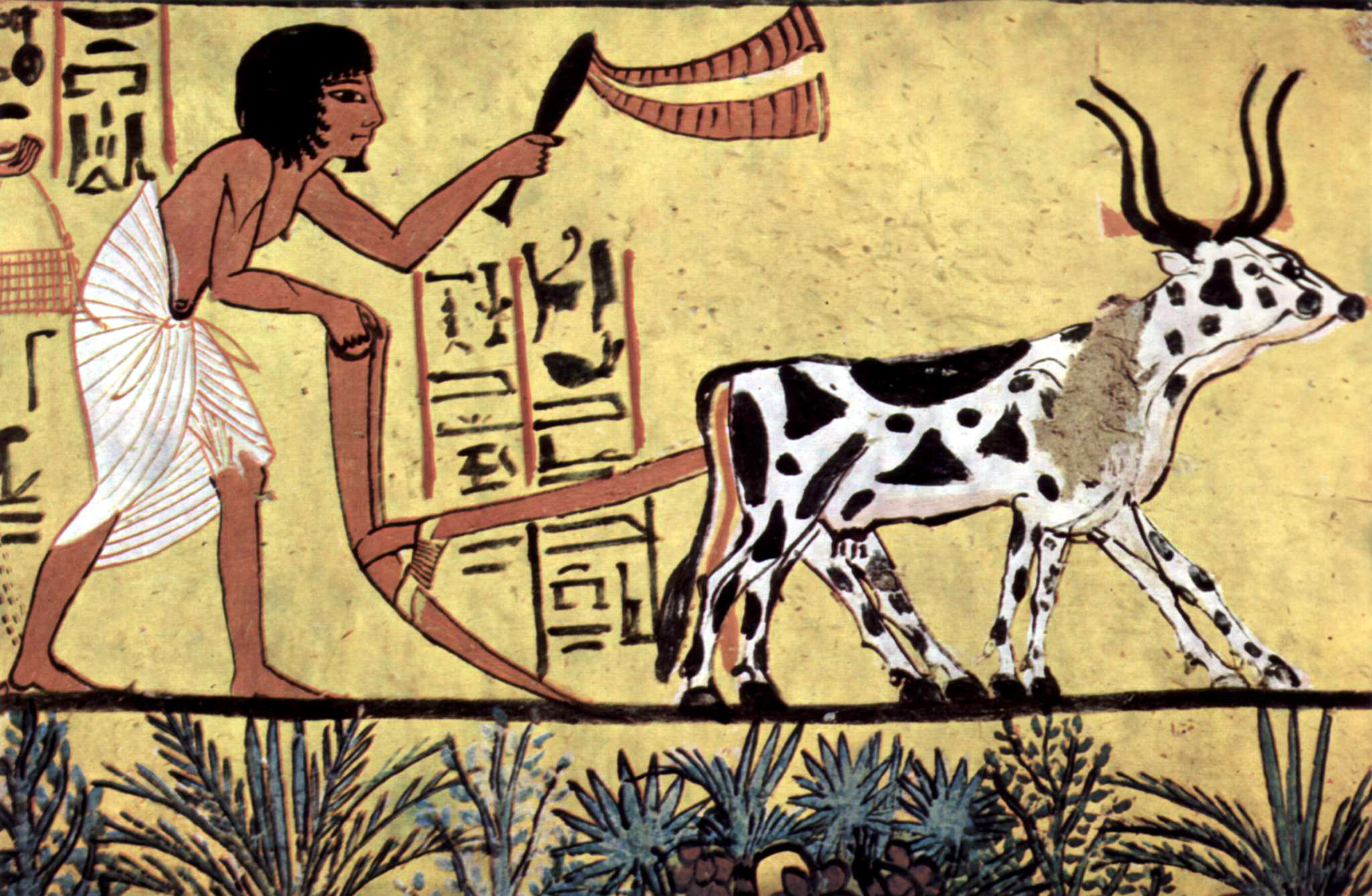
Labour avec araire Égypte antique sous le règne du Pharaon Ramsès II, XIIIe siècle av. J.-C. Tombeau TT1 de la vallée des nobles
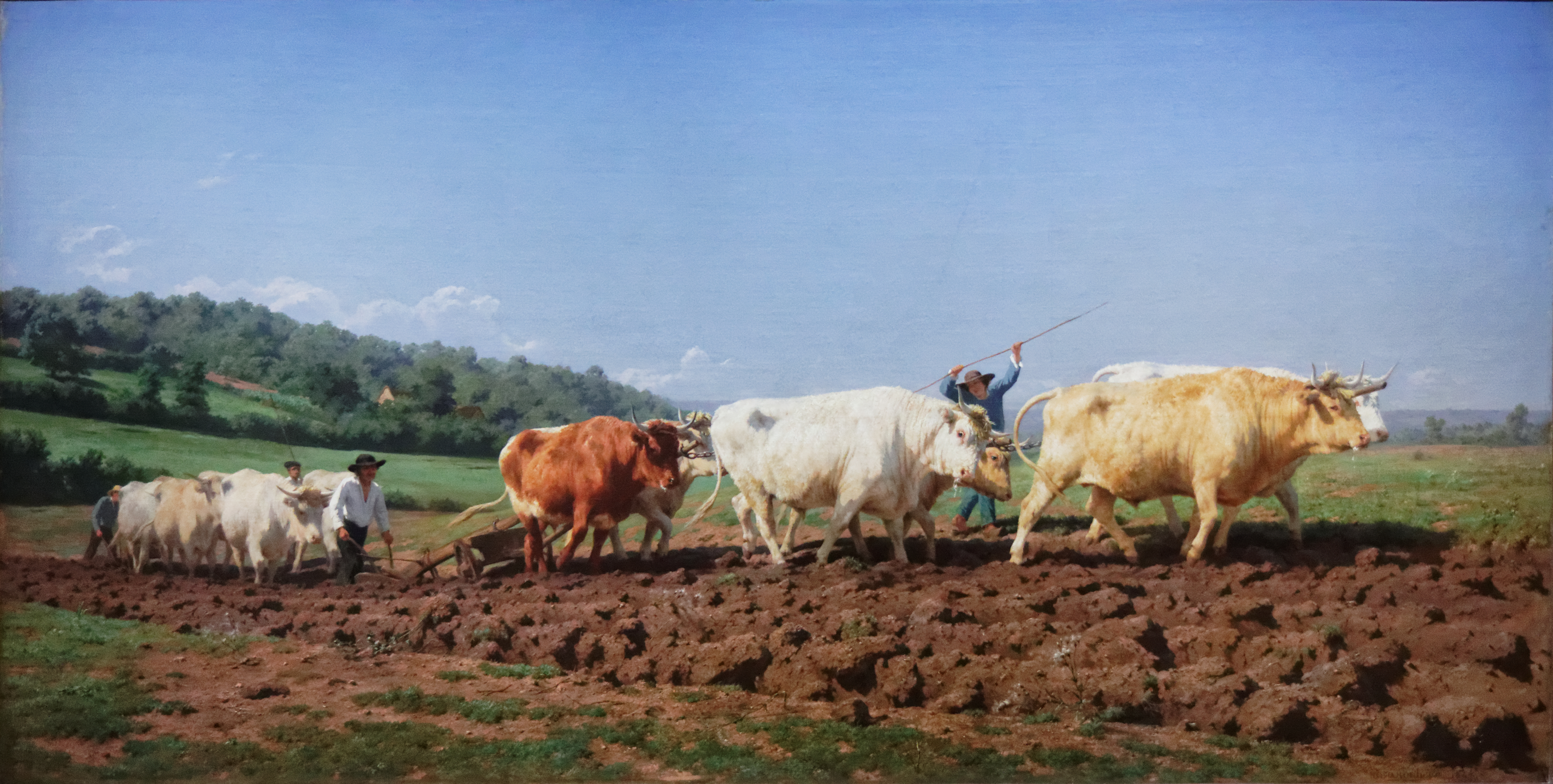
Labourage nivernais Rosa Bonheur, 1849 Musée d'Orsay, Paris

## Avantages
Le labour présente plusieurs avantages à court terme.

### Avantages structuraux
Par son travail du sol, il efface les empreintes de pneus et les ornières causées par les lourdes machines de récolte. Par ailleurs, il facilite le semis par un semoir moins pesant. Mais son principal avantage est de faire remonter les colloïdes argilo-humiques et les sels minéraux enfouis par l'infiltration de l'eau, ce qui améliore la structure du sol, sa perméabilité, et empêche l'épuisement des ressources minérales du sol. En quelque sorte, il accélère le travail des vers de terre qui eux-mêmes réalisent un quart du labourage.
En climat continental (tempéré froid), à une profondeur ne dépassant pas 20 centimètres, le labour aère le sol. Il mélange les résidus de culture, les fumiers solides, la chaux et les engrais minéraux avec la terre tout en y introduisant de l'oxygène. Ce faisant, il réduit les pertes d'azote par volatilisation, accélère la minéralisation et augmente l'azote disponible à court terme à partir de la décomposition de la matière organique.

### Avantages biologiques
Le labour contrôle plusieurs mauvaises herbes vivaces et repousse la croissance des autres mauvaises herbes au printemps en même temps que la culture. Il brise également le cycle des maladies et contrôle plusieurs ennemis des cultures (limaces, tipules, mouches des semis, noctuelles, pyrales, vers gris).

Labours traditionnels dans le monde
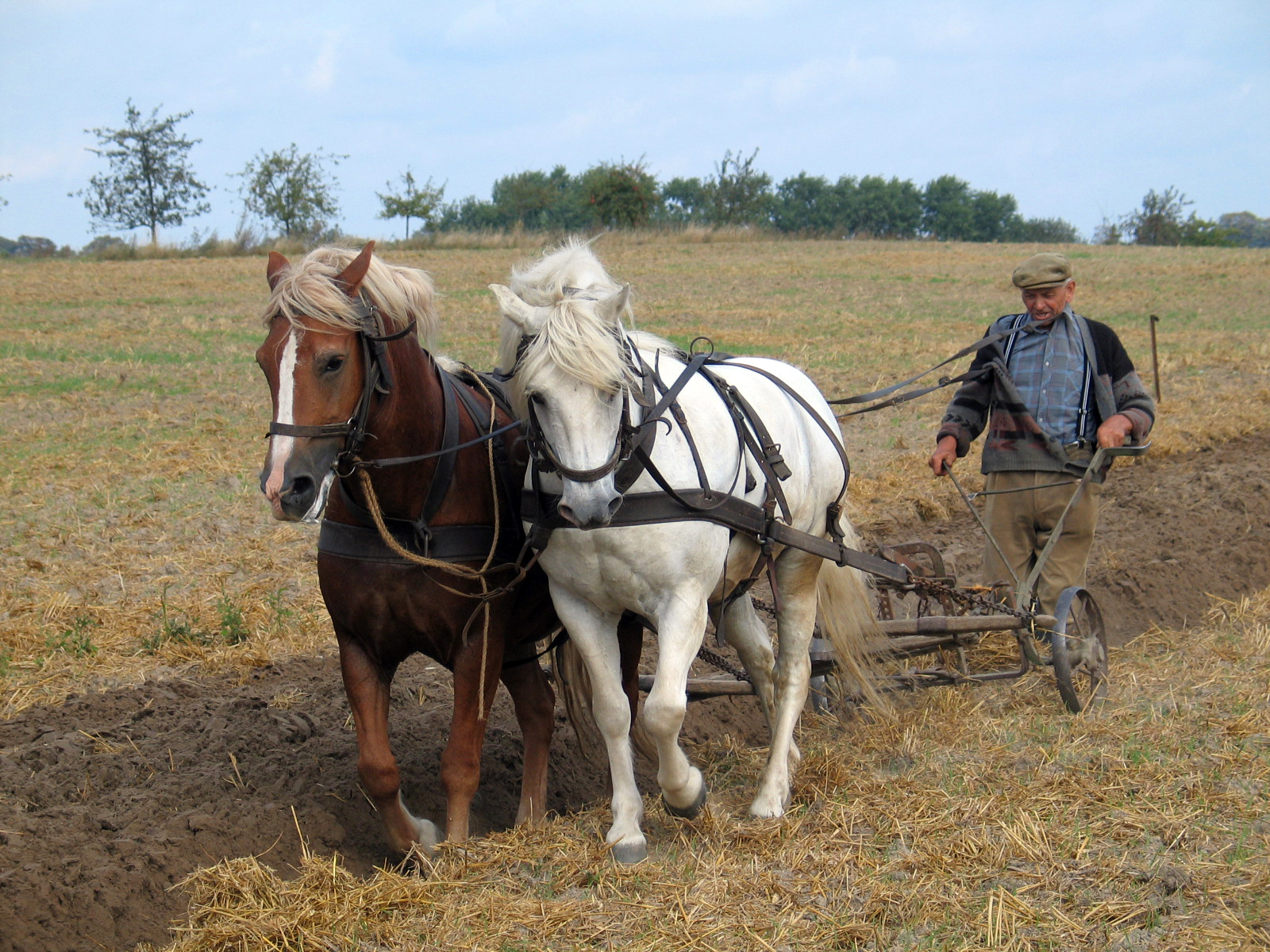
Allemagne
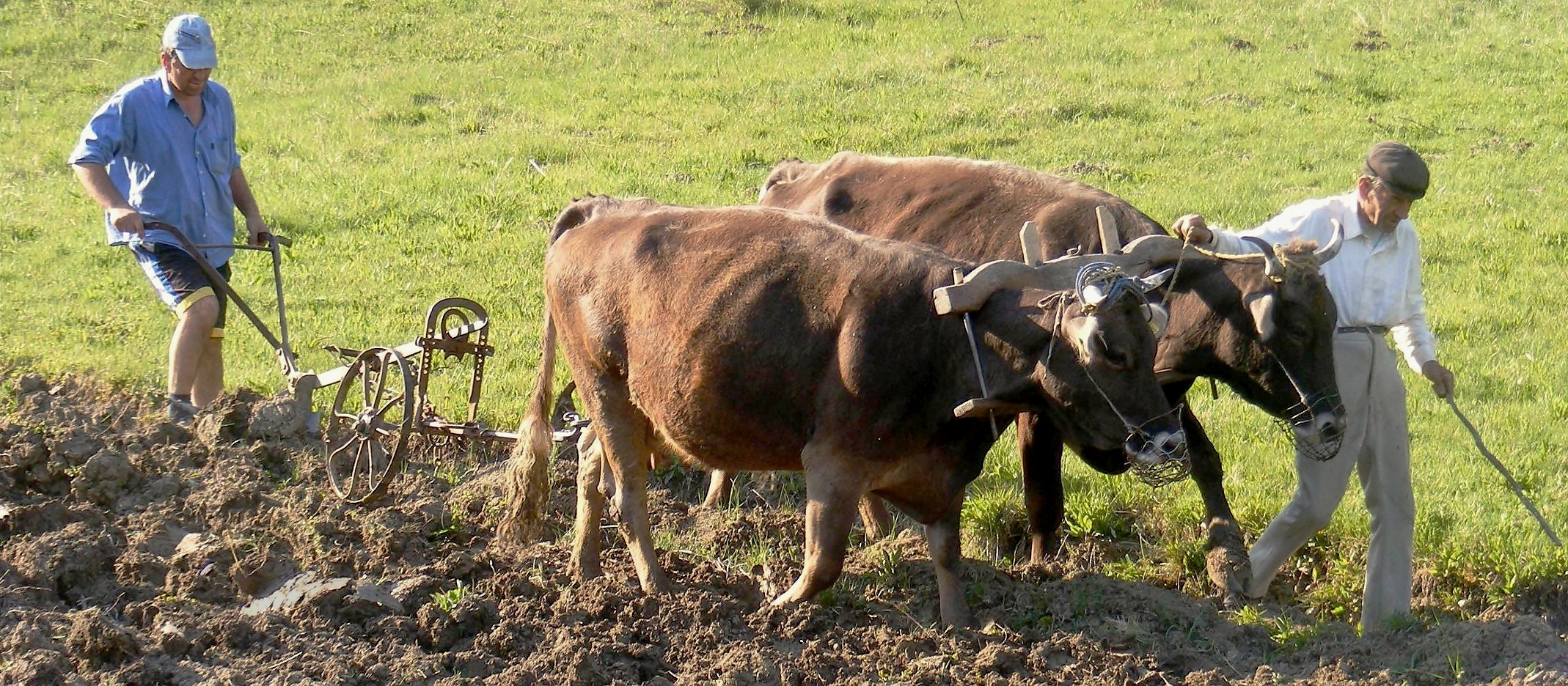
Roumanie
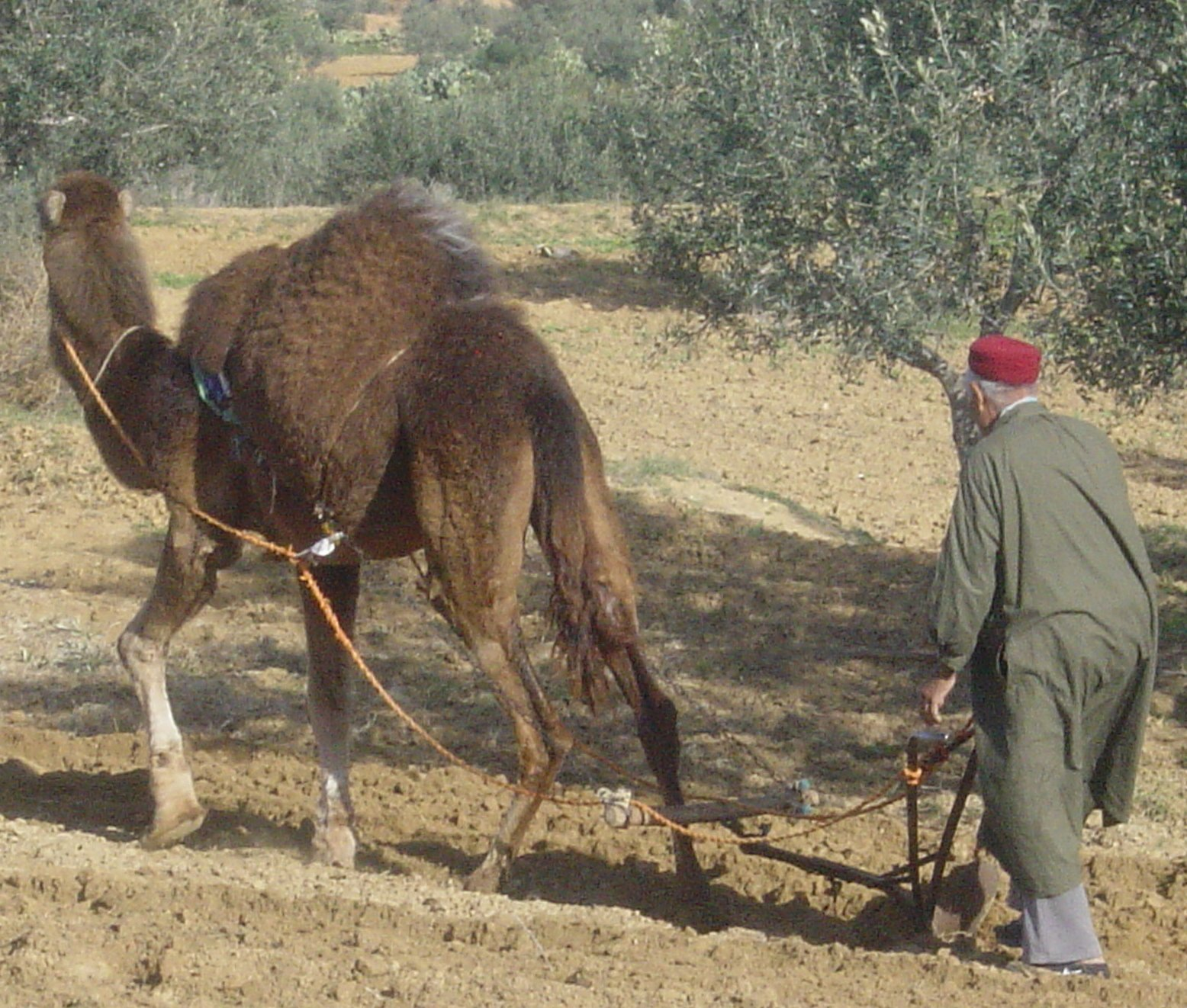
Tunisie
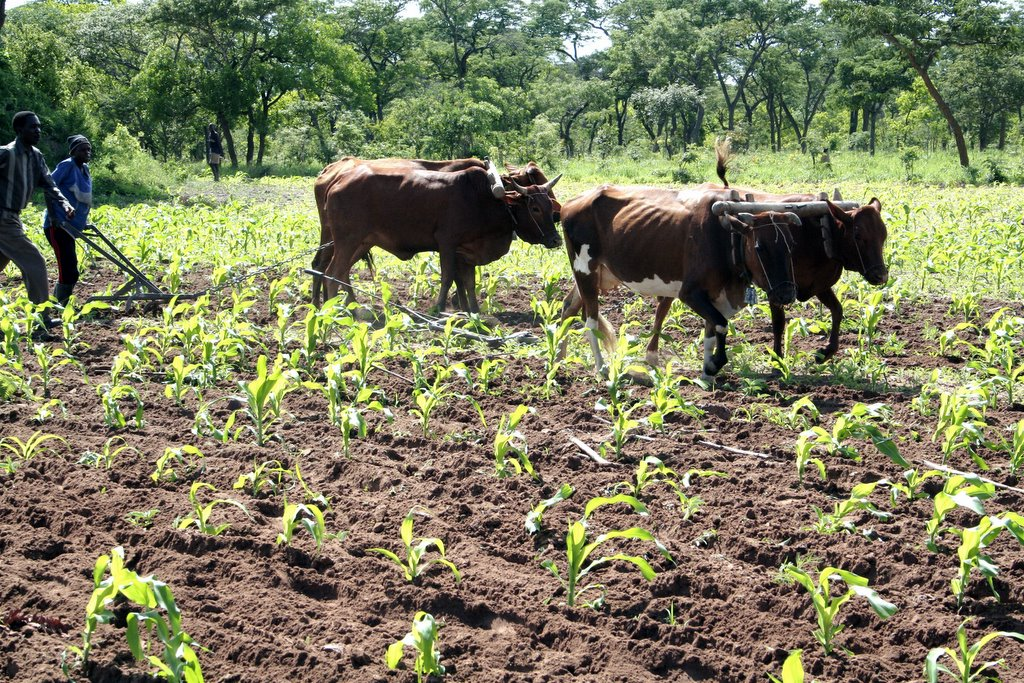
Zambie

## Inconvénients

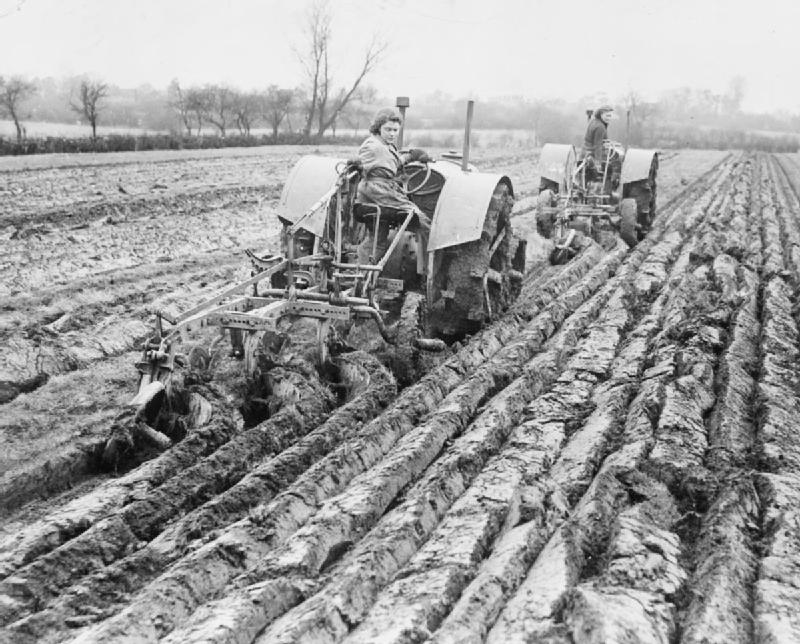
Labour. Angleterre. Deuxième Guerre mondiale.

Le labour présente de graves inconvénients, qui se révèlent surtout dans la longue durée.
Se posent dès lors les questions : « faut-il encore labourer et quel est l’intérêt du "non labour" ? »

### Désavantages structuraux
Même si le labour efface en apparence les traces faites par la machinerie agricole, il forme une semelle de labour, c'est-à-dire une couche compacte de sol. Le labour des sols humides, notamment, génère une compaction accrue qui empêche la percolation de l'eau et rend le milieu anoxique. L'approfondissement des labours a eu comme conséquence la répartition des complexes argilo-humiques sur une épaisseur plus importante de sol. Bien qu'ils aient remonté à la surface du sol la partie supérieure de l'horizon d'accumulation d'argile, les labours profonds ne compensent pas la perte de structure de la couche arable, ce qui expose le sol à l'érosion (qui peut être très importante sur les sols fragiles tels que les sols limoneux développés sur lœss). Cela entraîne une diminution importante de la qualité et la quantité de la matière organique en surface.
L'utilisation d'engins agricoles plus puissants favorise les stress physiques (tassement mécanique de la couche superficielle et de la semelle de labour, destruction de cette semelle par éclatement, création d'ornières et effet de cisaillement dans les virages des parcelles labourées…).
Avec les méthodes de labour actuelles, certains sols, sensibles à l'érosion, s’érodent d’un millimètre par an. Or, pour reconstituer cette minuscule épaisseur, il faut dix années.

### Désavantages biologiques

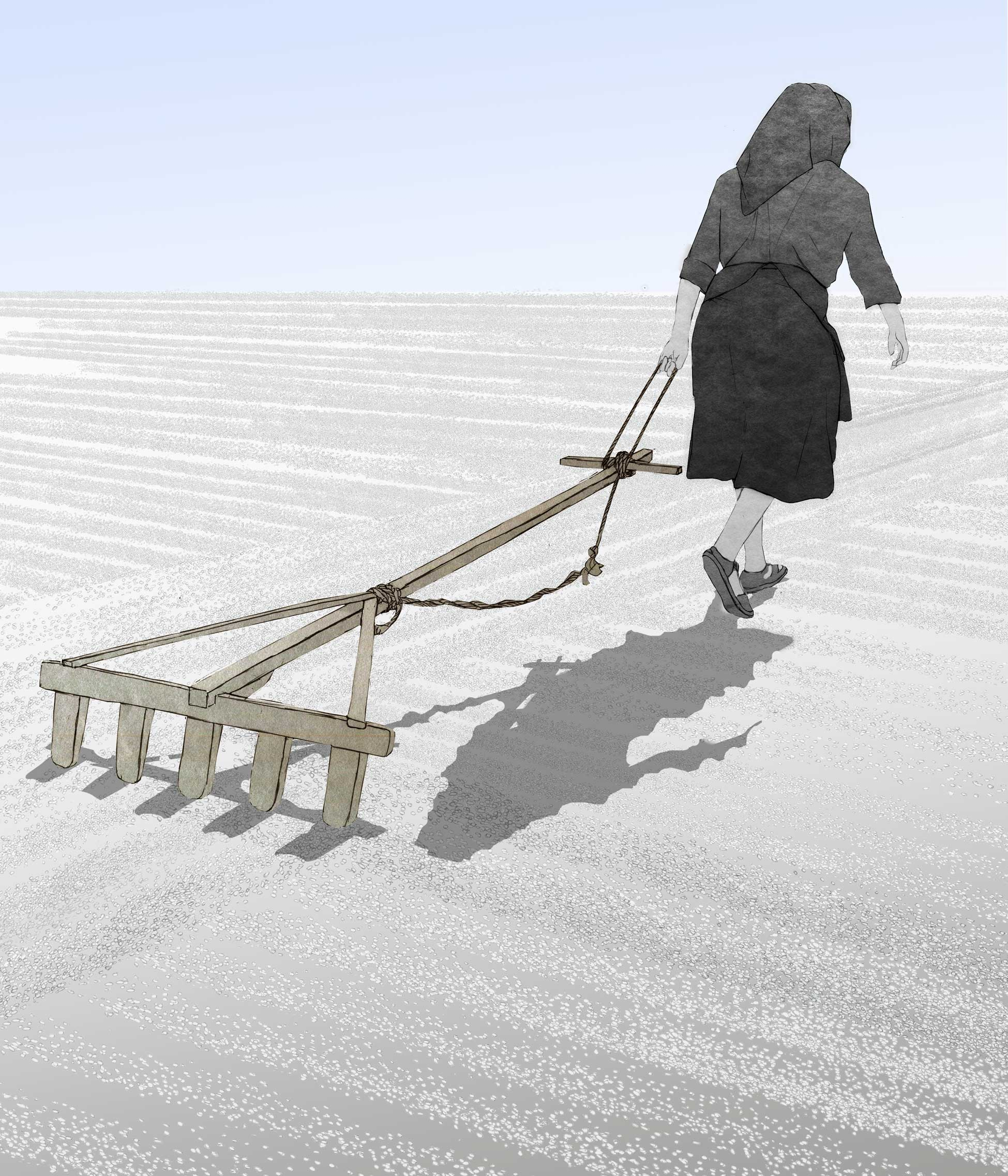
Labourage du riz. Musée valencien d'Ethnologie.

À cause de la perte de matière organique, de la formation de milieux anoxiques et du stress qu'il engendre, le labour dégrade la biodiversité des organismes du sol, qui entretiennent sa qualité et son aération. L'enfouissement des résidus végétaux, comme les restes des autres cultures et les amendements organiques (par exemple de la corne broyée) favorisent leur décomposition anaérobie (décomposition sans oxygène), qui se fait dans le cas du labour en profondeur, ce qui nuit aux champignons utiles car ils sont tous aérobies. Cette action favorise l'acidification du sol, ainsi que les nématodes (qui peuvent parasiter les racines) et certaines bactéries anaérobies (qui minéralisent trop rapidement la matière organique), ce qui se traduit par une perte de nitrates (très solubles dans l'eau) et nécessite un coûteux apport d'engrais (au risque de polluer la nappe phréatique).
Le labour affecte négativement les populations de vers de terre qui sont atteintes directement via des dommages mécaniques, une exposition aux prédateurs et un phénomène de dessiccation dû au retournement du sol, mais les impacts sont très variables : les vers de terre anéciques sont les plus touchés en raison de leur grande taille et de la destruction de leurs galeries verticales. Les vers endogés peuvent par contre être favorisés par l'enfouissement de la matière organique. La diminution de la biomasse de vers de terre, associée à la disparition du mulch (litière) en surface du sol, modifie rapidement les caractéristiques de la couche de surface du sol (la couche arable) qui devient homogène, et ne présente plus toutes les particularités d'un sol.
L'effet de la charrue sur les vers de terre fait souvent l'objet de débats. Une étude montre que le labour fait remonter 10 % de la masse totale des lombrics en surface dont environ un tiers sont mangés par les oiseaux.
La macrofaune apparaît plus affectée par le labour que les organismes de petite taille pour lesquels les différences entre labour et non labour sont globalement faibles.

## Alternatives
Le labour, pour les raisons citées précédemment, ainsi que pour réduire le temps de travail et réduire la consommation de carburants, est de plus en plus remis en cause, notamment sur les sols fragiles, secs, ou exposés aux climats tropicaux, pour ses conséquences sur la dégradation des sols. Cependant, les cultures sans labour sont techniquement plus exigeantes, délicates et complexes, notamment du fait de l'obligation de respecter un calendrier extrêmement strict et dépendant étroitement de la climatologie locale pour les semis. Une des alternatives au labour est l'agriculture de conservation.
Celle-ci met en œuvre du semis direct sous couvert, l'alternative la plus radicale et la plus efficace au labour. Les TCS (techniques culturales simplifiées) et TSL (Travail du sol sans labour) permettent de se passer du labour, notamment dans une phase de transition vers le semis direct sous couvert. Il est à noter que tout travail profond du sol qui mélange (et non fissure) les différents horizons du sol provoque les mêmes effets délétères que le labour.
Ces techniques peuvent être adaptées à de nombreux types de sol. Sur les sols dégradés, les rendements peuvent souvent doubler et permettre une résistance à la sécheresse et une résilience écologique très améliorée et sont toujours très améliorés.
Une autre conception des labours, avec des outils innovants, plus légers et moins destructeurs du sol, est également pratiquée. Ces outils, conçus au départ par Jean Nolle, fonctionnent avec la traction animale.

## Aspects théoriques

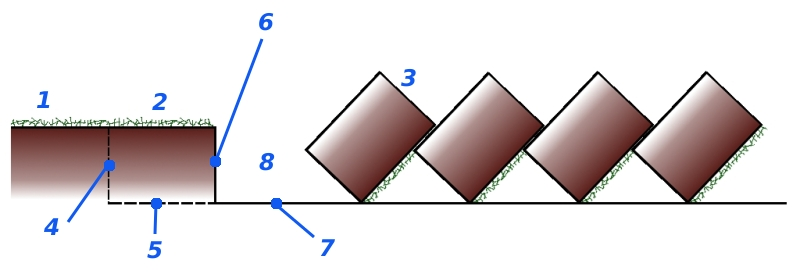
Schéma
1. Guéret (terrain non labouré)
2. Bande en cours de détachement
3. Bandes retournées
4. Coupe verticale
5. Coupe horizontale
6. Muraille
7. Fond de raie
8. Sillon

Sous l'effet de l'avancement, les pièces travaillantes de la charrue pratiquent deux découpes, une verticale réalisée par le coutre et une horizontale réalisée par le soc. La bande de terre ainsi détachée, dite bande de labour, de section parallélépipédique, est entraînée sur le versoir, qui la soulève et la retourne dans la raie créée lors du passage précédent. Ce retournement provoque une fragmentation de la bande de labour en mottes.
L'opération crée un sillon formé d'une raie ouverte et d'une bande de labour retournée. La raie est délimitée par une paroi verticale, la muraille, et un fond de raie horizontal, qui résultent des coupes exécutées. Le côté opposé, marqué par une crête de labour plus ou moins irrégulière, est délimité par la bande qui vient d'être retournée. Ce sillon sera comblé par le retournement d'une autre bande lors du passage suivant. Le premier sillon, appelé enrayure, laisse une bande retournée sur le sol non labouré, formant un relief. Le dernier sillon tracé restera ouvert formant en limite de parcelle ou de planche de labour une « dérayure » qui sera aplanie ultérieurement par des façons culturales superficielles.
Le rapport entre la largeur de la bande (écart entre deux murailles successives) et la profondeur du sillon (hauteur de la muraille) varie en général de 1 (labour profond) à 1,6 (labour superficiel). Pour des labours de profondeur moyenne, jusqu'à 30 cm, ce rapport est généralement égal à 1,4. Dans ce cas, la bande est retournée par une rotation d'environ 135° et se couche à 45° sur la bande retournée lors du passage précédent.
Le degré d'émiettement de la bande de labour dépend de plusieurs facteurs, dont les plus déterminants sont les suivants :
- le rapport largeur-profondeur : les bandes proportionnellement plus larges sont soumises à de plus fortes sollicitations mécaniques du fait de l'augmentation de l'angle de retournement ;
- la forme du versoir : un versoir hélicoïdal accompagne la bande de labour dans son mouvement de retournement tandis qu'un versoir cylindrique provoque un basculement plus brutal et donc une fragmentation plus forte ;
- la vitesse d'avancement : les sollicitations augmentent avec la vitesse ;
- la texture du sol : elle détermine sa cohésion, celle-ci est plus faible pour les sols sableux et plus forte pour les sols argileux. Dans le cas limite d'un terrain sableux, à structure incohérente, le labour ne fera qu'un simple travail de mélange sans retournement. Dans les sols bien pourvus en argile, le degré d'émiettement dépend de l'humidité ;
- état plastique des sols colloïdaux (lié à l'humidité) : un sol sec, à cohésion forte, subit un faible taux d'émiettement et il se forme des mottes plutôt grandes. Au-delà d'un certain taux d'humidité, la bande de labour tend à être moulée par le versoir sans se désagréger. À un niveau d'humidité intermédiaire, on obtient un certain degré d'émiettement.

## Types de labour

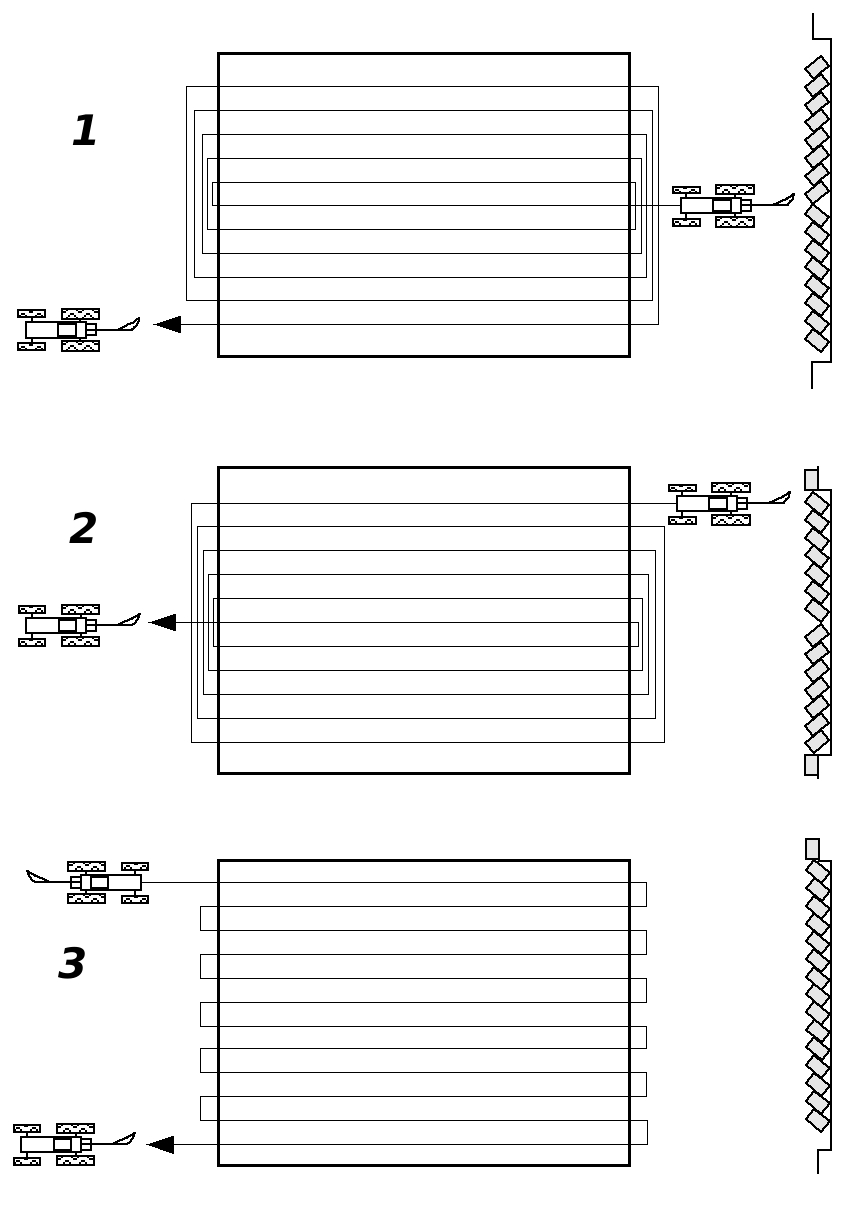
Méthodes de labour en plan
1. Labour en planche en adossant
2. Labour en planche en refendant
3. Labour à plat

Selon son déroulement en plan et le type de charrue utilisée, le labour peut se faire de deux manières :
- le labour à plat, les bandes de terre étant toujours rejetées du même côté. Il nécessite l'usage d'une charrue réversible de façon à pouvoir inverser le sens du déversement entre l'aller et le retour ;
- le labour en planches ou billons. C'est le seul réalisable avec une charrue non réversible. Il peut se faire :
  - soit en refendant, les bandes étant rejetées vers l'extérieur de la planche (laissant au centre de la planche une « dérayure »),
  - soit en adossant, les bandes étant rejetées vers l'axe de la planche (laissant au centre de la planche un « ados »).

On peut distinguer selon la profondeur du travail :
- les labours légers, de 10 à 15 cm, réalisés notamment pour la reprise de labours au printemps ;
- les labours moyens, de 15 à 30 cm, les plus répandus, notamment pour la culture des céréales ;
- les labours profonds, de 30 à 40 cm, pour des cultures à enracinement profond (betterave, luzernes, etc.) ;
- au-delà de 40 cm, des labours de défoncement, sont réalisés notamment pour permettre la mise en culture de nouvelles terres ou pour préparer la plantation de vergers.

On peut distinguer, selon l'inclinaison des bandes de terre obtenue :
- labour dressé ;
- labour jeté ;
- labour plat.

## Conditions de réalisation du labour
Le labour effectué dépend principalement de deux séries de facteurs : le type de sol et son état, essentiellement son degré d'humidité d'une part, les réglages du matériel d'autre part.
Un bon labour, permettant une bonne fragmentation du sol, doit être réalisé dans des conditions d'humidité optimales variables selon ses caractéristiques. Un labour réalisé sur un sol trop sec n'aura pas de bons effets.
En conditions trop humides, le poids du tracteur dont une file de roues roule généralement en fond de raie tasse la terre et peut provoquer la formation d'une « semelle de labour », ce qui crée un obstacle au développement des racines.

## La jachère
Pratiquée périodiquement au sein de la rotation des cultures, la jachère permettait autrefois aux sols labourés de reconstituer une couche humique plus riche et un sol plus résilient aux aléas climatiques et au labour. Ces pratiques furent progressivement abandonnées à partir du XVIIe siècle avec l'introduction des légumineuses fourragères (luzernes, trèfles) qui permettaient de reconstituer rapidement la fertilité des sols (rotation de Norfolk).
L'avènement des engrais chimiques à bas prix et les nouvelles contraintes économiques (investissement dans le matériel, pression sur le foncier, demande agricole, politique du prix garanti) ont ensuite favorisé la production unique de quelques cultures bien pourvues en aide communautaire (céréales à paille, maïs, tournesols) au détriment du bon sens agronomique. L'Union européenne avait dans le cadre de la première PAC imposé un taux minimal de jachère. Cette décision n'avait aucun intérêt agronomique et fut uniquement motivée par la volonté de freiner la production céréalière, excédentaire à l'époque. Les jachères PAC n'étaient pas tournantes: les mauvaises terres restaient en jachère pendant des années et les meilleures terres restaient cultivées sans interruption. Depuis la récente crise du marché alimentaire[Quand ?] l'UE a abandonné cette contrainte.
La jachère est de nos jours une technique obsolète, l'utilisation de couvert améliorant et des techniques d'agriculture de conservation permet de produire de façon régulière et rentable sans entamer le potentiel agronomique des sols.